# گری کلی
گری کلی (انگلیسی: Gary Kelly (footballer, born 1974)؛ زادهٔ ۹ ژوئیهٔ ۱۹۷۴) بازیکن سابق فوتبال اهل ایرلند است.
از باشگاه‌هایی که در آن بازی کرده‌است می‌توان به لیدز یونایتد اشاره کرد.
وی سابقه‌ی بازی در تیم ملی جمهوری ایرلند را دارد و در دو جام جهانی ۱۹۹۴ و ۲۰۰۲ عضو ترکیب این تیم بوده است.